# Jan Riske
Jan Riske (Dordrecht, 1932-2023) was een Nederlands kunstschilder. 
Jan Hendrik Riske ging naar een privé Montessori school en werd door zijn vader aangemoedigd om te tekenen. Riske werd opgemerkt door Laurens J. Bol, directeur van het Dordrechts Museum. Met de door de invloed van Bol verkregen financiële ondersteuning van het Ary Scheffer Fonds kon Riske studeren aan de Kunstacademie in Rotterdam.
Na zijn studie aan de kunstacademie emigreerde hij in 1952 naar Australië.
Hij heeft exposities gehad in onder andere het Museum of Modern Art in Melbourne, het Carnegie Institute in Pittsburgh (VS) en galeries in Amsterdam, New York, Sydney en Melbourne. 
De volgende musea hebben werken van Riske:
- National Gallery of Australia, Canberra
- Fine Arts Museum (Dallas)